# 管昌
管昌（1437年—？），字世隆，直隸崑山縣人，錦衣衛籍，明朝政治人物。進士出身。

## 生平
順天府鄉試第二名。成化二年（1466年）丙戌科會試第三十九名，殿試登進士第三甲第六十三名。

## 家族
曾祖管子銘。祖父管仲彬。父亲管璲。